# Museo Nacional de Nigeria
El Museo Nacional de Nigeria (en inglés: Nigerian National Museum) es un museo nacional del país africano de Nigeria, que se encuentra en la ciudad de Lagos. El museo cuenta con una colección notable de arte nigeriano, incluyendo piezas de estatuas y tallas y piezas arqueológicas y etnográficas. Es posible destacar una cabeza de terracota humana de Jemaa (de cerca entre el 900 al 200 AC), que forma parte de la cultura Nok. El museo fue fundado en 1957 por el arqueólogo Inglés Kenneth Murray.